# Viehhofen
Viehhofen település Ausztriában, Salzburg tartományban a Zell am See-i járásban található. Területe 38,63 km², lakosainak száma 601 fő, népsűrűsége pedig 16 fő/km² (2014. január 1-jén). A település 856 méteres tengerszint feletti magasságban helyezkedik el.

## Fordítás
Ez a szócikk részben vagy egészben  a   Viehhofen című angol Wikipédia-szócikk ezen változatának fordításán alapul.  Az eredeti cikk szerkesztőit annak laptörténete sorolja fel. Ez a jelzés csupán a megfogalmazás eredetét és a szerzői jogokat jelzi, nem szolgál a cikkben szereplő információk forrásmegjelöléseként.